# Михайловка (Звенигородский район)
Михайловка (укр. Михайлівка) — село в Звенигородском районе Черкасской области Украины.
Население по переписи 2001 года составляло 248 человек. Занимает площадь 1,14 км². Почтовый индекс — 20241. Телефонный код — 4740.

## Информация о селе
По устным преданиям ранее село называлось "Сссова", названо так казаком Михаилом Совой. Правописание название пошло из-за проблем с дикцией у основателя села и аналогичным записанным названием села.
На рубеже XIX—XX веков в себе был активный рост населения. Так по переписи 1885 года там проживали 610 человек в 121 имевшемся доме. В 1897 году уже насчитывалось 939 человек. А в 1900 году их число уже превысило тысячу человек и составило 1017 сельчан.
На рубеже XIX—XX веков в себе также активно развивалась социальная жизнь в себе. Так в конце XIX века там появились православная церковь, школа, 3 постоялых дома, 3 ветряных мельницы и маслобойный завод А в начале XX века так же появилась ещё одна православная, свято покровская церковь. А также в разные годы 8 ветряных мельниц.

## Местный совет
20241, Черкасская обл., Звенигородский р-н, с. Богачовка